# Fenyvescinege

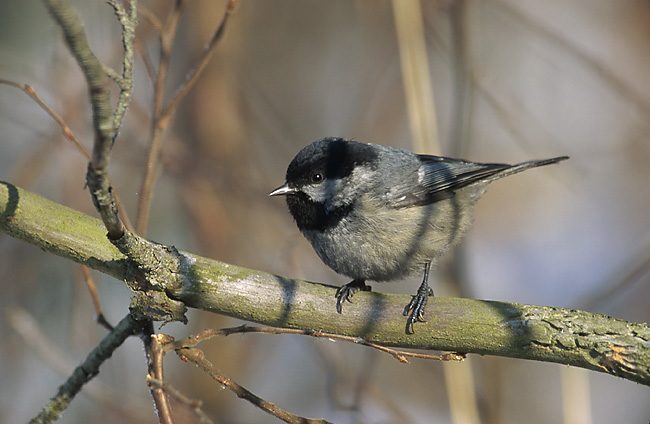
Periparus ater

A fenyvescinege (Periparus ater) a verébalakúak (Passeriformes) rendjébe, ezen belül a cinegefélék (Paridae) családjába tartozó erdei madárfaj. Európa legkisebb cinegéje.

## Rendszerezése
A fajt Carl von Linné svéd természettudós írta le 1758-ban, a Parus nembe Parus ater néven.

## Alfajai
- európai fenyvescinege (Periparus ater ater) – Európa
- angol fenyvescinege (Periparus ater britannicus) – Egyesült Királyság
- ír fenyvescinege (Periparus ater hibernicus) – Írország
- szardíniai fenyvescinege (Periparus ater sardus) – Szardínia
- ciprusi fenyvescinege (Periparus ater cypriotes) – Ciprus
- atlasz-hegységi fenyvescinege (Periparus ater atlas) – Marokkó és Algéria
- tunéziai fenyvescinege (Periparus ater ledouci) – Tunézia
- himalájai fenyvescinege (Periparus ater aemodius) – Himalája
- pekingi fenyvescinege (Periparus ater pekinensis) – Kína
- Periparus ater chorassanicus
- Periparus ater derjugini
- Periparus ater gaddi
- Periparus ater insularis
- Periparus ater kuatunensis
- Periparus ater martensi
- Periparus ater michalowskii
- Periparus ater moltchanovi
- Periparus ater phaeonotus
- Periparus ater ptilosus
- Periparus ater rufipectus
- Periparus ater vieirae

## Előfordulása
A fenyvescinege eurázsiai madár. Európa nagy részén megtalálható Skandinávia északi részét kivéve, illetve a Kárpát-medencében is ritka. Mint neve is mutatja, elsősorban fenyőerdőkhöz, főleg lucosokhoz kötődik.

### Kárpát-medencei előfordulása

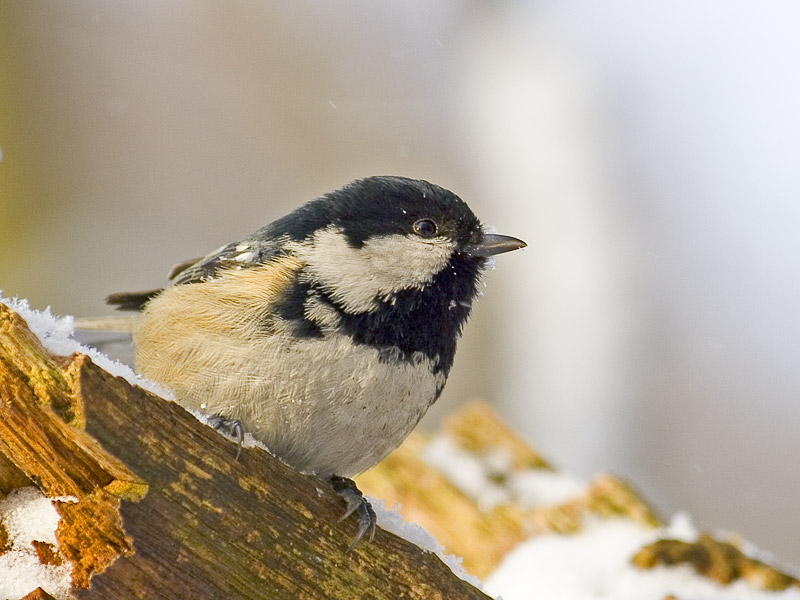
Periparus ater, Lengyelország

Nem különösebben gyakori, de rendszeres fészkelő.
Magyarországi állománya az Alpokalján, a Zalai-dombságban és az Északi-középhegységben a legsűrűbb, a legkevésbé pedig az Alföldön és a Kisalföldön jellemző. Becslések szerint Magyarországon 4000 – 20 000 fészkelő pár él és az egyedszám növekvő trendet mutat.

## Megjelenése
A fenyvescinege alfajai meglehetősen változatosan néznek ki, van köztük sárgás és fehér alapszínű, barna, olajzöld és szürke hátú. Az Európában legelterjedtebb Parus ater ater szürke és fehér, a fiókák még sárgásak. Mindig jellemző azonban az arcfolttal megegyező színű tarkófolt, amit a fekete sapka keretez, illetve a széles, fekete toroksáv.
A faj testtömege 8–10 gramm, átlagos testhossza 11–12 centiméteres, szárnyfesztávolsága pedig 17–21 centiméter körül mozog.

## Életmódja

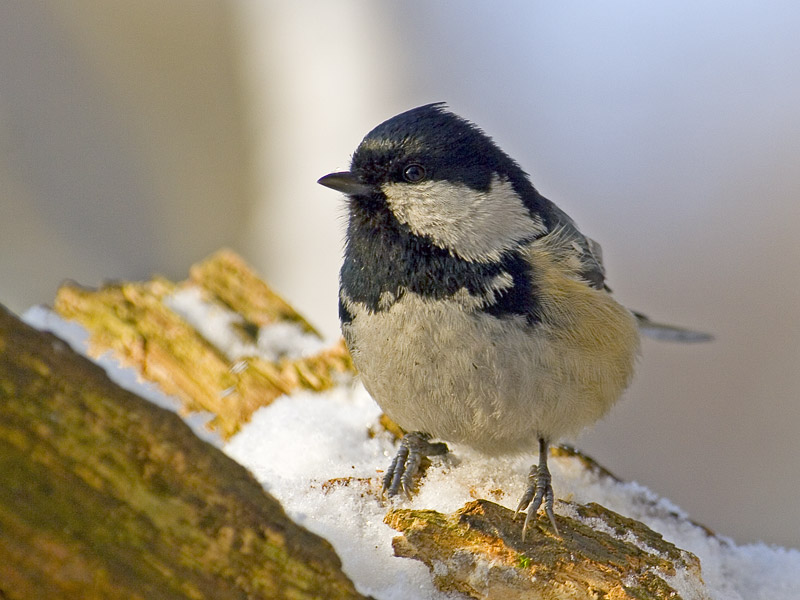
Periparus ater

Rokonaihoz hasonlóan elsősorban ízeltlábúakat fogyaszt, étrendjében különösen aknázómolyok és araszolók hernyói, levél- és szövődarazsak szerepelnek. A mérsékeltebb éghajlatú vidékeken állandó madár lévén a téli időszakban magvakkal, bogyókkal egészíti ki étrendjét és nagy szükség esetén kóborolhat. A tajga fenyvescinegéi telente délebbre vándorolnak.
Hangadása a széncinegééhez hasonló, ám magasabb annál. Legjellemzőbb hangjai a „ficsa-ficsa” hívás, illetve a csízre emlékeztető lágy „tlüi”.

## Szaporodása

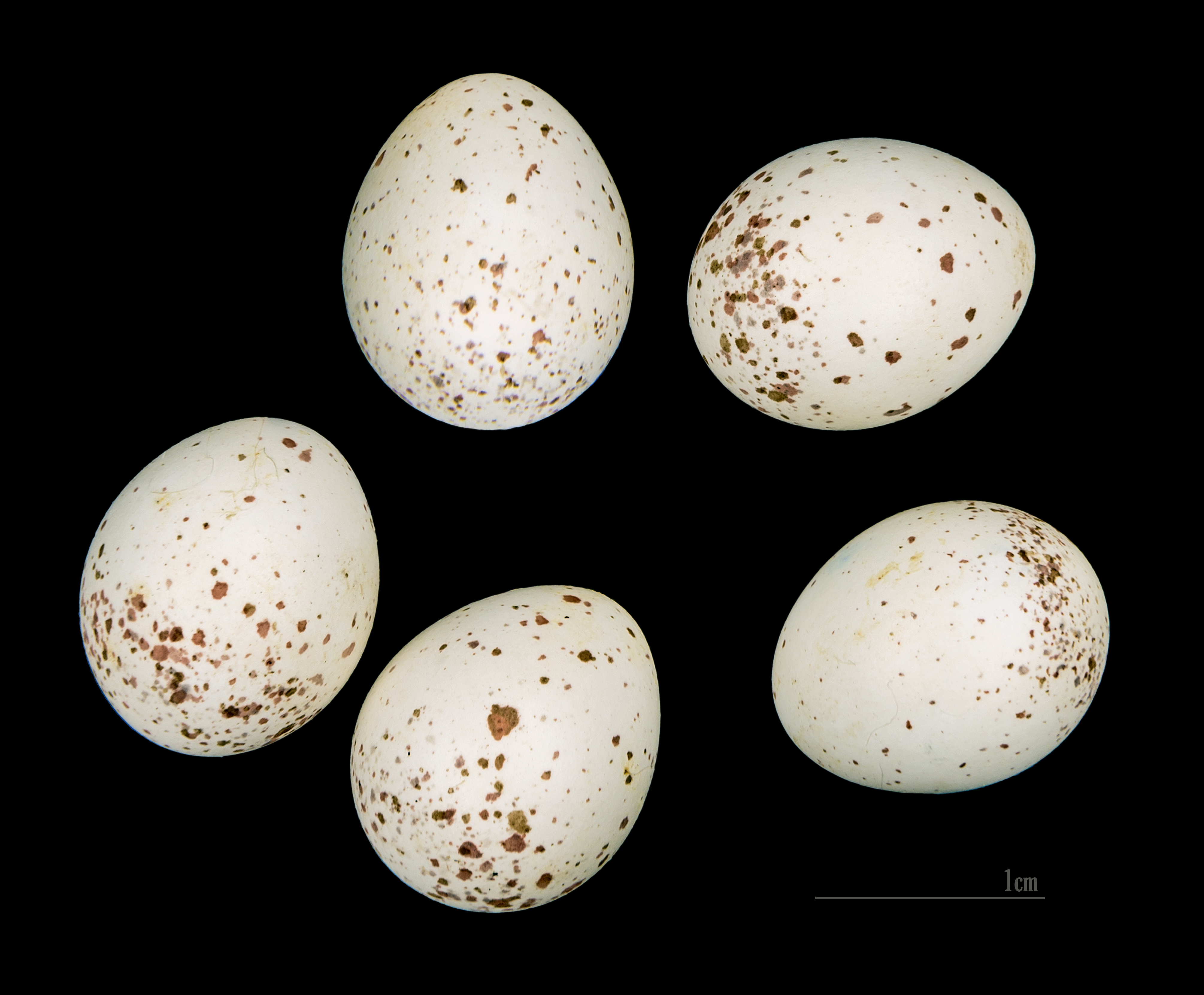
A fenyvescinege tojásai

A fenyvescinege elsősorban fenyvesekben vagy kevert erdőkben fészkel a fák odvaiban, illetve a cinegékre nem jellemző módon olykor sziklarepedésekben vagy az avar mélyedéseiben. A csésze alakú fészek állati szőrből készül, a szülők növényi részekkel teszik kényelmesebbé.
Évente két költésre kerül sor. Egy fészekalj 8-10 tojást tartalmaz, amelyek 12-15 nap szakadatlan költést követően kelnek ki. A mindkét szülő által táplált, eleinte csupasz és vak, fészeklakó fiókák 17-21 napon belül repülnek ki.

## Védettsége
A faj a Természetvédelmi Világszövetség szerint nemzetközi léptékben is jó kilátású, SPEC értékelése sincs. Magyarországon ennek ellenére védettséget élvez, természetvédelmi értéke 25 000 forint.